# Psautier gallican
Le psautier gallican (latin : Psalterium Gallicanum) est une traduction latine de la version grecque du livre des Psaumes par Jérôme de Stridon datant de la fin du IVe siècle ; bien qu'elle constitue initialement un texte d'étude, cette traduction a été incluse dans la Vulgate sixto-clémentine et a été utilisée dans l'Église catholique, notamment dans la liturgie, jusqu'au milieu du XXe siècle. 

## Description
Le Psautier gallican, dit « gallican » car il fut diffusé en Gaule à partir du IXe siècle, est une traduction en latin des Psaumes effectuée par Jérôme à Bethléem entre 386 et 389 à partir du texte hexaplaire (en grec) de la Septante d'Origène. Ce Psautier, qui constitue une édition critique du psautier en latin, est un texte d'étude composé par Jérôme a des fins scientifiques et non liturgiques. Il reprend notamment les obèles et astérisques présentes dans la version origénienne, éléments diacritiques empruntés à la critique homérienne qui seront progressivement employés à contresens par les copistes soucieux d'« améliorer » la version de Jérôme. 
L'édition de la Bible réalisée à la fin VIIIe siècle et au tout début du IXe siècle par Alcuin inclut uniquement le psautier gallican et pas d'autres traductions latines du psautier. Le psautier gallican fut chanté pendant des siècles[Quand ?] dans l'Église latine. Ce psautier est celui de la Vulgate sixto-clémentine. Les prières latines populaires telles que De profundis clamavi ad te Domine (Psaume 130) sont dérivées du psautier gallican.
D'autres psautiers latins (en) existent.

## Critique
À partir du début du XXe siècle, la critique du psautier s'est développée dans l'Église catholique. La langue dans laquelle le psautier avait été traduit, le latin populaire, était incompréhensible pour les lecteurs formés au latin classique. Selon le père Stanisław Wójcik en 1947 :

« jusqu'ici, la langue latine du psautier était très inepte et repoussante. Malgré la meilleure des volontés, il était tout simplement impossible de pénétrer l'esprit des psaumes, de comprendre leur contenu, de ressentir leur beauté. »

Le psautier gallican a également été critiqué sur le fait qu'il contenait de nombreuses erreurs par rapport à l'hébreu original, notamment à 27 endroits où la pensée de l'auteur a été déformée.

## Remplacement
En 1943, l'encyclique Divino afflante Spiritu de Pie XII est publiée ; l'un de ses motifs était d'encourager la recherche sur les langues des textes bibliques originaux. Dès janvier 1940, le pape chargea des professeurs de l'Institut biblique pontifical de préparer un nouveau psautier latin, qui à son tour fut publié en mars 1945 et proposé par le motu proprio In cotidianis precibus (en).
En 1979, la Néo-Vulgate, une version révisée de la Vulgate, est promulguée par Jean-Paul II. Cette révision contient un nouveau psautier.